# Ӟ
La Ze con diéresis (Ӟ ӟ; cursiva: Ӟ ӟ) es una letra de la escritura cirílica. Se usa solo en el idioma udmurto, donde representa la africada alveopalatal sonora /d͡ʑ/. Generalmente se romaniza como ⟨đ⟩ pero su transliteración ISO 9 es ⟨z̈⟩.

## Códigos de computación
| Carácter      | Ӟ                                        | Ӟ                                        | ӟ                                        | ӟ                                        |
| ------------- | ---------------------------------------- | ---------------------------------------- | ---------------------------------------- | ---------------------------------------- |
| Unicode       | LETRA MAYÚSCULA CIRÍLICA ZE CON DIÉRESIS | LETRA MAYÚSCULA CIRÍLICA ZE CON DIÉRESIS | LETRA MINÚSCULA CIRÍLICA ZE CON DIÉRESIS | LETRA MINÚSCULA CIRÍLICA ZE CON DIÉRESIS |
| Codificación  | decimal                                  | hex                                      | decimal                                  | hex                                      |
| Unicode       | 1246                                     | U+04DE                                   | 1247                                     | U+04DF                                   |
| UTF-8         | 211 158                                  | D3 9E                                    | 211 159                                  | D3 9F                                    |
| Ref. numérica | &#1246;                                  | &#x4DE;                                  | &#1247;                                  | &#x4DF;                                  |